# CJ (Rapper)
Christopher Daniel Soriano Jr. (* 4. Januar 1997 in New York), bekannt unter seinem Künstlernamen CJ, ist ein US-amerikanischer Rapper aus Staten Island.

## Leben
CJ wuchs vor allem mit der Musik von 50 Cent, aber auch mit der von  Lil Wayne, Nelly, Jay-Z und Nas auf. Mit 16 Jahren rappte er vor allem aus Spaß, begann jedoch die Musik ab dem Alter von 19 ernster zu nehmen. Es folgten die ersten tracks auf YouTube und Soundcloud. Jedoch gelang es ihm zunächst nicht, Aufmerksamkeit zu erzeugen, was vor allem daran lag, dass er lange Pausen zwischen den einzelnen Songs einlegte. 2020 rappte er auf einen Beat aus dem Genre Drill von Pxcoyo aus Zypern, einem zum Vergleich zu seinem melodischen Rap vorher sehr viel härteren Beat. Der Song namens Whoopty, der auf einem Sample aus dem Lied Sanam Re des indischen Sängers Arijit Singh beruht, erschien am 30. Juli 2020 auf dem Label Warner Music Group und markiert seinen Durchbruch. In den Vereinigten Staaten steigt er in die Billboard Hot 100 ein, zunächst auf Platz 97. Drei Wochen später erreicht er Platz 66. Er erreicht außerdem Chartplatzierungen in allen wichtigen Plattenmärkten.

## Diskografie
EP
- 2021: Loyalty over Royalty

Lieder
- 2020: Whoopty (Warner Music)
- 2021: BOP (Warner Music)

## Auszeichnungen für Musikverkäufe
| Goldene Schallplatte - Belgien - 2021: für die Single Whoopty - Neuseeland - 2021: für die Single Whoopty - Spanien - 2024: für die Single Whoopty Platin-Schallplatte - Australien - 2021: für die Single Whoopty - Dänemark - 2022: für die Single Whoopty - Italien - 2021: für die Single Whoopty - Polen - 2021: für die Single Whoopty - Portugal - 2021: für die Single Whoopty | 2× Platin-Schallplatte - Kanada - 2021: für die Single Whoopty Diamantene Schallplatte - Frankreich - 2024: für die Single Whoopty |

Anmerkung: Auszeichnungen in Ländern aus den Charttabellen bzw. Chartboxen sind in ebendiesen zu finden.
| Land/RegionAuszeichnungen für Musikverkäufe (Land/Region, Auszeichnungen, Verkäufe, Quellen) | Gold     | Platin       | Diamant  | Verkäufe  | Quellen                   |
| -------------------------------------------------------------------------------------------- | -------- | ------------ | -------- | --------- | ------------------------- |
| Australien (ARIA)                                                                            | —        | Platin1      | —        | 70.000    | aria.com.au               |
| Belgien (BRMA)                                                                               | Gold1    | —            | —        | 20.000    | ultratop.be               |
| Dänemark (IFPI)                                                                              | —        | Platin1      | —        | 90.000    | ifpi.dk                   |
| Deutschland (BVMI)                                                                           | Gold1    | —            | —        | 200.000   | musikindustrie.de         |
| Frankreich (SNEP)                                                                            | —        | —            | Diamant1 | 333.333   | snepmusique.com           |
| Italien (FIMI)                                                                               | —        | Platin1      | —        | 70.000    | fimi.it                   |
| Kanada (MC)                                                                                  | —        | 2× Platin2   | —        | 160.000   | musiccanada.com           |
| Neuseeland (RMNZ)                                                                            | Gold1    | —            | —        | 15.000    | aotearoamusiccharts.co.nz |
| Österreich (IFPI)                                                                            | —        | Platin1      | —        | 30.000    | ifpi.at                   |
| Polen (ZPAV)                                                                                 | —        | Platin1      | —        | 50.000    | olis.pl                   |
| Portugal (AFP)                                                                               | —        | Platin1      | —        | 10.000    | audiogest.pt              |
| Spanien (Promusicae)                                                                         | Gold1    | —            | —        | 30.000    | elportaldemusica.es       |
| Vereinigte Staaten (RIAA)                                                                    | —        | 2× Platin2   | —        | 2.000.000 | riaa.com                  |
| Vereinigtes Königreich (BPI)                                                                 | —        | Platin1      | —        | 600.000   | bpi.co.uk                 |
| Insgesamt                                                                                    | 4× Gold4 | 11× Platin11 | Diamant1 |           |                           |